# Restena
Restena is een plaats (frazione) in de Italiaanse gemeente Arzignano.